# Gerd Schinkel

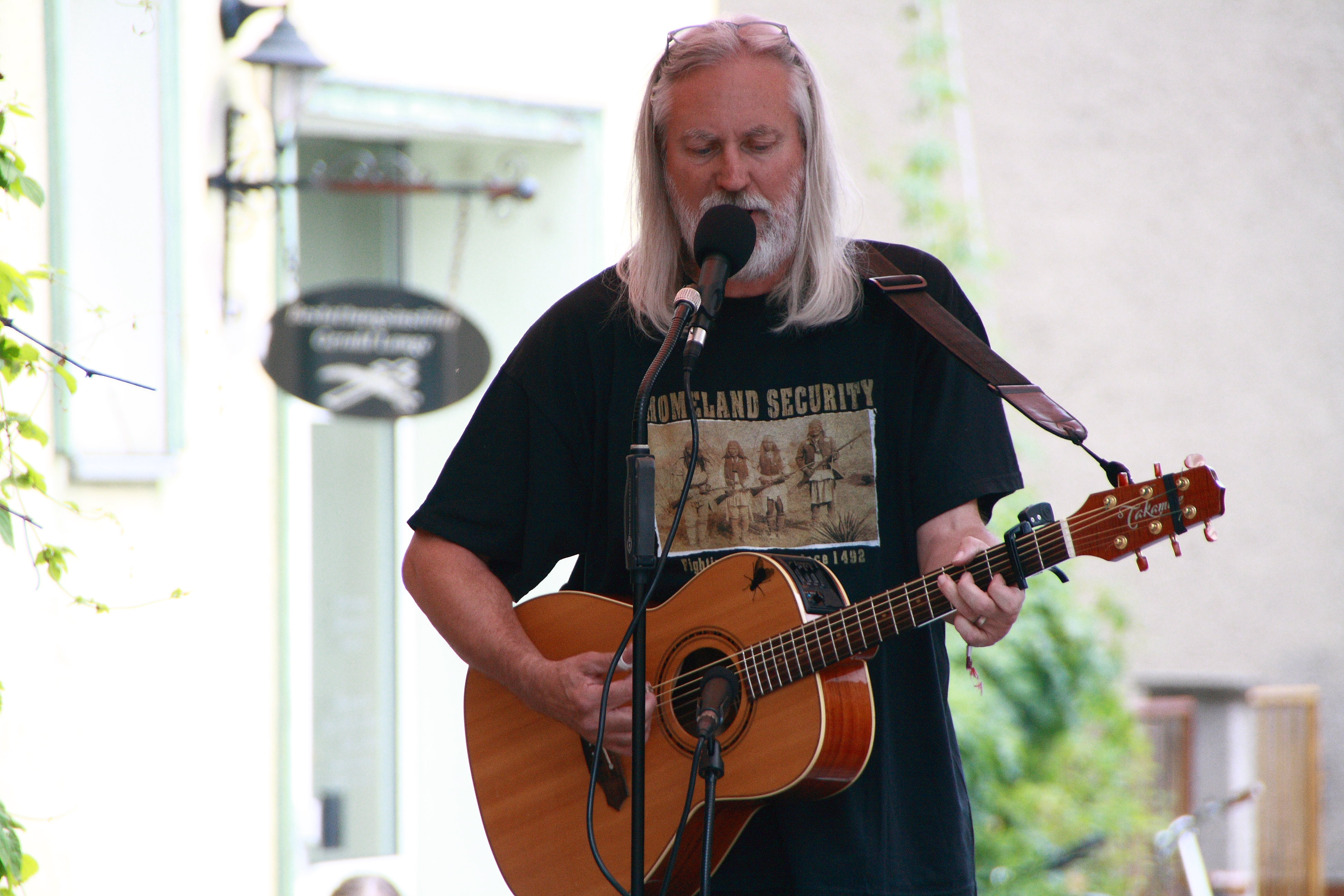
Gerd Schinkel

Gerd Schinkel (* 1950 in Glückstadt an der Elbe) ist ein deutscher Journalist und Liedermacher.

## Leben
Gerd Schinkel kam 1958 nach Bonn, studierte Jura und absolvierte ein journalistisches Volontariat an einer Zeitung in Kornwestheim. 1982 wurde er Nachrichtenredakteur beim Hörfunk des Süddeutschen Rundfunks in Stuttgart und 1985 Politikredakteur beim Hörfunk des Westdeutschen Rundfunks Köln. Später war er Hörfunkkorrespondent in der damaligen Bundeshauptstadt Bonn.
Als Liedermacher orientierte er sich ab 1970 an amerikanischen Singer-Songwritern. 1978 wurde der mit der LP Kein Grund zur Aufregung bekannt. Sie enthielt das Lied Besonderer Katastrophen-Einsatzplan, das vor allem in der Interpretation durch die Gruppe Saitenwind bekannt wurde und in der Anti-Atomkraft-Bewegung in Deutschland beliebt war. Seit den 1990er Jahren schrieb er deutsche Interpretationen von John Hiatts Liedern.
Später arbeitete er als Planer, Moderator, Kommentator und Musiker.

## Diskografie
- 1978: Kein Grund zur Aufregung (LP)
- 1980: Abrechnung (LP)
- 1982: Liederbuch mit Überlebensliedern (LP)
- Alles wie gehabt (CD)
- Sie ging einfach rüber (CD)